# Astrofizikalni observatorij Asiago
Astrofizikalni observatorij Asiago (izvirno italijansko Osservatorio Astrofisico di Asiago) (koda IUA 043) deluje v sklopu starejšega Astronomskega observatorija Padova pod okriljem Univerze v Padovi.
Zaradi svetlobnega onesnaženja Padove so leta 1942 zgradili ta observatorij, ki se nahaja okoli 90 km izven Padove. Danes ima observatorij tri daljnoglede in od tega je 1820 mm Kopernikov daljnogled največji v Italiji. Druga dva sta Schmidtov 92/67 daljnogled in 1.22 Galilejev daljnogled.